# Ubojstvo u Bardsley Gardensu
Ubojstvo u Bardsley Gardensu (drugi nazivi: Ubojstvo u uličici, Ubojstvo u staji) (izdan 1937.) je zbrika kratkih kriminalističkih priča Agathe Christie s Poirotom, Hastingsom i Jappom u glavnim ulogama.
Ubojstvo u Bardsley Gardensu, Nevjerojatna krađa i Trokut na Rodu ekranizirani su u prvoj sezoni (1989.) TV serije Poirot s Davidom Suchetom. Mrtvačevo ogledalo ekranizirano je u petoj sezoni (1993.).

## Radnja
"Savršena noć za ubojstvo" rekao je Inspektor Japp Herculeu Poirotu. On nije bio jedini koji je tako mislio. Sljedećeg jutra mlada gospođa Allen pronađena je mrtva u svojoj kući u mirnoj gradskoj četvrti. S uobičajenom genijalnošću, Hercule Poirot rješava ovo ubojstvo zajedno s jos tri slučaja. Sve četiri priče su odlična zabava... Rješenje svake od njih je genijalno i neočekivano.

### Ubojstvo u Bardsley Gardensu (priča)
Poirot i inspektor Japp se šetaju ulicama Londona u vrijeme prazničkog vatrometa komentirajući kako je noć idealna za ubojstvo - nitko ništa ne bi mogao čuti... Japp govori svom prijatelju: "Znate li, Poirot, da ja ponekad poželim da vi počinite neko ubojstvo... Volio bih vidjeti kako biste to izveli..." Poirot mu odgovara: "Dragi moj Japp, ako bih ja počinio ubojstvo vi ne biste imali nikakve šanse da vidite kako sam ja to učinio! Vi, vjerojatno, ne biste bili ni svjesni da se ubojstvo zbilo..." No, ispalo je da oboje nisu bili svjesni da se upravo u njihovoj blizini dogodilo ubojstvo... Sljedećeg jutra njih dvojica odlaze na mjesto zločina. Ubijena je prijateljica i cimerka gospođice Plunderlayte... Njih dvije su dijelile kuću... Ubojstvo je otkrila upravo ona vrativši se iz sela jutros... Njena prijateljica je pogođena metkom u glavu a u ruci je držala pištolj... Samoubojstvo?...

### Nevjerojatna krađa
Predratna Britanija želi razviti novi lovački zrakoplov. Ministar naoružanja Lord Mayfield poziva zapovjednika zrakoplovstva Carringtona u svoju ladanjsku kuću da bi raspravili tajne planove. Zbog prijetnje nacionalnoj sigurnosti, Viši inspektor James Japp uvodi policijske ophodnje na imanju, ali vitalni planovi nekako nestaju iz kuće. Poirot, koji je među gostima Lorda Mayfielda, pri ruci je kako bi otkrio kradljivca.

### Mrtvačevo ogledalo
Poirotu se sviđalo secesijsko zrcalo, ali Gervase Chevenix na aukciji je ponudio više za njega i zamolio Poirota da sazna je li prevaren ponudivši mu ogledalo kao honorar. Poirot je krenuo u Chevenixovu kuću, ali prije nego što je uspio započeti istragu, njegov je klijent pogođen, a Poirotov "honorar" razbijen u tisuću komada. Poruka nađena uz tijelo na kojoj piše samo "oprostite" jedini je očiti dokaz.

### Trokut na Rodu
Hercule Poirot ljetuje u Hotel Palace na grškom otoku Rodu (Rodosu). Njega, kao i ostale goste, zaintrigira dolazak slavne i prelijepe Valentine u pratnji njezina petog muža. Ne može im promaknuti kako Valentine odmah počinje koketirati s naočitim muškarcem koji je došao isti dan - a sve to javno, pred njegovom ženom. Poirotov odmor je na kraju, ali pri odlasku ga pozivaju natrag u hotel. Nakon što je ispila "pink gin" s ostalim gostima, Valentine pada mrtva.

## Poveznice
- Ubojstvo u Bardsley Gardensu  Arhivirana inačica izvorne stranice od 14. srpnja 2014. (Wayback Machine) na Agatha-Christie.net, najvećoj domaćoj stranici obožavatelja Agathe Christie